# کاباجا (مورگل)
کاباجا (به ترکی استانبولی: Kabaca) یک منطقهٔ مسکونی در ترکیه است که در مورگل واقع شده‌است. کاباجا ۱۱۲ نفر جمعیت دارد.